# Nazar (Spanyolország)
Nazar település Spanyolországban, Navarra autonóm közösségben. Nazar Mirafuentes, Mendaza, Torralba Del Río, Campezo-Kanpezu és Zúñiga községekkel határos. Lakosainak száma 43 fő (2024).

## Népesség
A település népessége az elmúlt években az alábbi módon változott:
| Lakosok száma | 55   | 56   | 52   | 49   | 50   | 45   | 39   | 34   | 40   | 43   |
|               | 2001 | 2004 | 2007 | 2009 | 2012 | 2014 | 2017 | 2019 | 2022 | 2024 |